# Xhosa (sprog)
Xhosa er et nguni-sprog med kliklyde ("xhosa" begynder med et klik) som er et officielt sprog i både Zimbabwe og Sydafrika.
Der er i alt 19,2 millioner mennesker som taler sproget.
| Sprog | Spire Denne artikel om sprog er en spire som bør udbygges. Du er velkommen til at hjælpe Wikipedia ved at udvide den. |